# Gyūdon
Le gyūdon (牛丼, littéralement « bol de bœuf ») est un mets de la cuisine japonaise qui consiste en un bol de riz chaud surmonté de lamelles de bœuf, d'oignon et parfois d’œuf.